# چسب اوهو

لوگوی اوهو

چسب اوهو (UHU) فراورده شرکت UHU Gmbh واقع در بول آلمان است. شعار این کمپانی «نگویید چسب، بگویید اوهو» است.
تلفظ UHU در اصل ooo-hoo است و در کشورهای انگلیسی زبان یوهو (you-hoo) تلفظ می‌شود.
لوگوی شرکت دارای زمینه زرد است که UHU به رنگ سیاه در آن درج شده‌است.

## تاریخچه
شیمیدانی به نام آوگوست فیشر در سال ۱۹۳۲ چسب رزیندار صنعتی بی‌رنگی را تولید کرد و نام UHU را بنا بر نام آلمانی جغد شاه‌بوف بر آن گذاشت. از سال ۱۹۹۴ شرکت به گروه بولتون که تولیدی بین‌المللی است پیوست.